# Stari Grad, Čaška
Stari Grad (makedonska: Стари Град) är en ort i Nordmakedonien. Den ligger i kommunen Čaška, i den centrala delen av landet, 50 kilometer söder om huvudstaden Skopje. Stari Grad ligger 358 meter över havet och antalet invånare är 165.